# I Will Survive
I Will Survive (englisch für „Ich werde überleben“) ist ein Lied der US-amerikanischen Sängerin Gloria Gaynor aus dem Jahr 1978.

## Entstehung und Veröffentlichung
Das Lied wurde von Dino Fekaris und Freddie Perren getextet beziehungsweise komponiert. Fekaris zeichnete zudem für das Arrangement sowie die Produktion verantwortlich.
Die Erstveröffentlichung von I Will Survive erfolgte als B-Seite von Gloria Gaynors Single Substitute am 30. August 1978 bei Polydor (Katalognummer: 14508). Durch den großen Anklang, der dem Lied widerfuhr, erschien es als eigenständige Single. Diese erschien erstmals am 19. Januar 1979 als 7″-Single mit der B-Seite Anybody Wanna Party? (Katalognummer: 2095 017). Bereits am 27. November 1978 erschien das Lied als Teil von Gaynors sechsten Studioalbum Love Tracks (Katalognummer: 16184).
Das Lied taucht unter anderen in den Filmen Knockin’ on Heaven’s Door, Helden aus der zweiten Reihe, Priscilla – Königin der Wüste, Meine Frau, die Spartaner und ich, Men in Black II, Jenseits der Stille, Herr Lehmann, Der Mondmann, Der Marsianer – Rettet Mark Watney, Coyote Ugly, Dr. Dolittle 2, Valentinstag, In & Out und Rio 2 – Dschungelfieber sowie in Bloch: Bauchgefühl auf.

## Inhalt

### Text
Das Lied handelt davon, wie sich das Lyrische Ich von einem psychischen Zusammenbruch erholt, der durch den Bruch einer Beziehung hervorgerufen wurde.

### Musik
Das Klavierintro, das vollständig mit Fortepedal gespielt wird, beginnt mit einem tiefen Oktavgriff (E’ und E); aus diesem entwickelt sich als Arpeggio zunächst der E-Dur-Septakkord, der sich nach Erreichen der Septime (d) in einen verminderten Septakkord umwandelt (f-gis-h-d’). Diese vier Töne werden in hohem Tempo bis f’’’’ und wieder abwärts bis f gespielt. Mit Einsatz der Gesangsstimme beginnt der eigentliche Song.
Die Akkordstruktur basiert auf einem harmonischen Ostinato, d. h. eine kurze Sequenz von (in diesem Fall acht) Akkorden wird fortwährend zyklisch wiederholt. Dabei handelt es sich, in Akkordsymbolen ausgedrückt, um folgende: Am, Dm, G, Cmaj7, Fmaj7, Bm7 b5, Esus4 und E.
Die Grundtöne dieser Akkordprogression ergeben sich daraus, dass die dem Song zugrundeliegende Tonart a-Moll in Quart- (aufwärts) oder Quintschritten (abwärts) durchlaufen wird; dabei spielt man auf jedem Ton den dazugehörigen leitereigenen Dreiklang, gelegentlich angereichert mit ebenfalls leitereigenen Septimen. Die letzten zwei Akkorde (beide auf der Dominante, d. h. der fünften Stufe der Tonleiter) weichen leicht von diesem Schema ab: hier wird mittels Quartvorhalt und dann durch vorübergehenden Wechsel der Grundtonart ins harmonische Moll, woraus die Verdurung des Dominantdreiklanges resultiert, eine doppelte Leittonwirkung erzielt.

## Rezeption

### Preise
I Will Survive erhielt 1980 einen Grammy als Beste Disco-Aufnahme. Jenes Jahr war das einzige, in dem dieser Preis vergeben wurde.

### Rezensionen
2004 nahm der Rolling Stone das Lied in seine Liste der 500 besten Songs aller Zeiten auf Platz 489 auf.

## Kommerzieller Erfolg

### Chartplatzierungen
| ChartsChartplatzierungen       | Höchstplatzierung | Wochen |
| ------------------------------ | ----------------- | ------ |
| Deutschland (GfK)              | 7 (17 Wo.)        | 17     |
| Österreich (Ö3)                | 17 (8 Wo.)        | 8      |
| Schweiz (IFPI)                 | 7 (9 Wo.)         | 9      |
| Vereinigte Staaten (Billboard) | 1 (27 Wo.)        | 27     |
| Vereinigtes Königreich (OCC)   | 1 (15 Wo.)        | 15     |

| ChartsJahrescharts (1979)      | Platzierung |
| ------------------------------ | ----------- |
| Deutschland (GfK)              | 47          |
| Vereinigte Staaten (Billboard) | 6           |

### Auszeichnungen für Musikverkäufe
| Land/Region                  | Auszeichnungen für Musikverkäufe (Land/Region, Auszeichnung, Verkäufe) | Verkäufe  |
| ---------------------------- | ---------------------------------------------------------------------- | --------- |
| Dänemark (IFPI)              | Gold (Remix)                                                           | 45.000    |
| Deutschland (BVMI)           | Gold                                                                   | 250.000   |
| Italien (FIMI)               | Platin                                                                 | 100.000   |
| Kanada (MC)                  | Platin                                                                 | 150.000   |
| Neuseeland (RMNZ)            | Platin                                                                 | 60.000    |
| Spanien (Promusicae)         | Platin                                                                 | 60.000    |
| Vereinigte Staaten (RIAA)    | 2× Platin (Physisch) · + Gold (Digital)                                | 1.500.000 |
| Vereinigtes Königreich (BPI) | Platin                                                                 | 600.000   |
| Insgesamt                    | 3× Gold · 6× Platin ·                                                  | 2.735.000 |

## Coverversionen und Samplenutzung
Der Hit wurde von zahlreichen Künstlern, darunter Diana Ross, Pussycat Dolls, Robbie Williams, Cake, Snuff, Hermes House Band und Ajda Pekkan gecovert und wurde auch mehrmals parodiert. Die bekanntesten Parodien sind der Alien Song von Victor Navone aus dem Jahr 1999 und Jesus Christ: The Musical von Javier Prato sowie 9live von den Wise Guys von 2006.

### Hermes House Band
Die niederländische Popgruppe Hermes House Band veröffentlichte 1994 eine Coverversion, welche Platz eins in ihrer Heimat erreichte. In Deutschland platzierte sich das Lied erst nach Wiederveröffentlichung im Jahr 1999.
| ChartsChartplatzierungen  | Höchstplatzierung | Wochen |
| ------------------------- | ----------------- | ------ |
| Deutschland (GfK)         | 17 (22 Wo.)       | 22     |
| Niederlande (Media Markt) | 1 (17 Wo.)        | 17     |

Auszeichnungen für Musikverkäufe

| Land/Region        | Auszeichnungen für Musikverkäufe (Land/Region, Auszeichnung, Verkäufe) | Verkäufe |
| ------------------ | ---------------------------------------------------------------------- | -------- |
| Belgien (BRMA)     | Gold                                                                   | 25.000   |
| Niederlande (NVPI) | Platin                                                                 | 75.000   |
| Insgesamt          | 1× Gold · 1× Platin ·                                                  | 25.000   |

### Weitere Verwendung
| Coverversionen - 1979: Ajda Pekkan: Bambaşka Biri - 1979: Trude Herr: Ich ben dodurch - 1981: Gladys Knight (auf dem Album Touch) - 1996: Cake - 2000: Celia Cruz: Yo vivire - 2014: Aretha Franklin (Medley mit Survivor von Destiny’s Child) | Samplenutzung - 1998: Cher (Strong Enough) - 2000: Robbie Williams (Supreme) - 2009: Pussycat Dolls (Hush Hush; Hush Hush) |

## Weitere Adaptionen und Erwähnungen in Kunst
2010 sorgte ein Video der australischen Künstlerin Jane Korman für Aufsehen, in dem ihr Vater Adolek Kohn, ein Überlebender des Holocausts, mit ihr und ihren Kindern vor verschiedenen NS-Gedenkstätten, unter anderem den Konzentrationslagern Auschwitz, Dachau und dem Ghetto Litzmannstadt tanzt.
Eine direkte Anspielung auf den Titel findet sich in Kylie Minogues Where Does the DJ Go? (2020). Dort heißt es: „Now I'm leaving behind, all the stress in my mind, singing 'I will survive'“ („Jetzt lasse ich all den Stress in meinem Kopf hinter mir und singe: ‚I will survive‘“).